# مرصد كايبر المحمول جوا

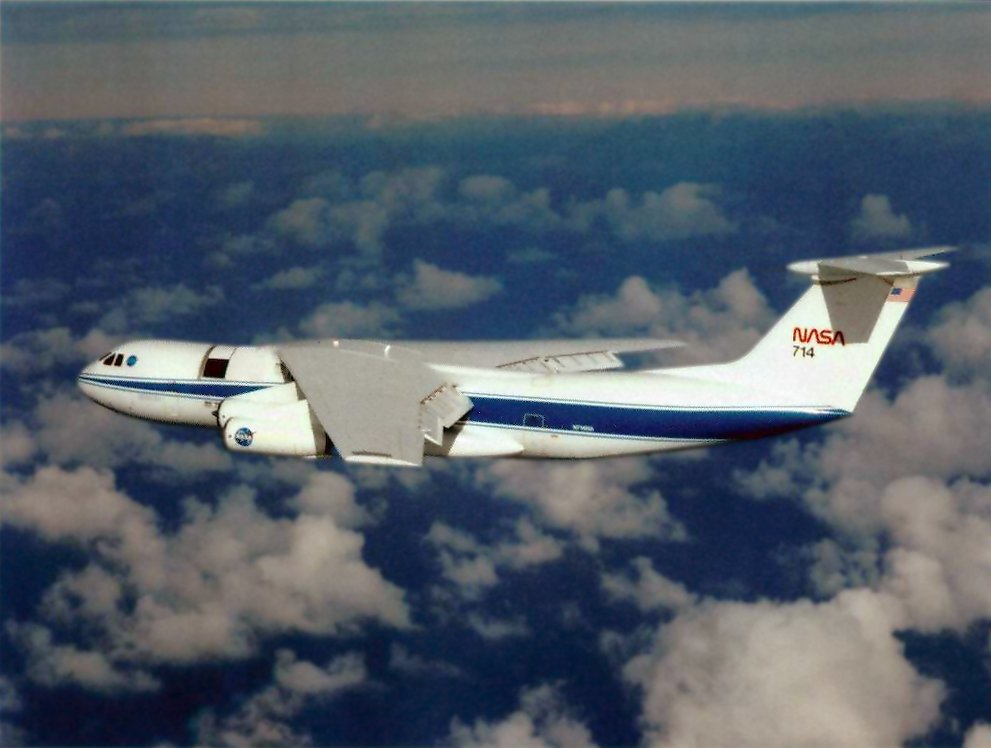
مرصد كايبر المحمول جواً

مرصد كايبر المحمول جواً.مرصد عمل في إطار استكشاف الفضاء التابع لناسا يعمل بواسطة الأشعة تحت الحمراء. ويحلق على متن طائرة من طراز سي-141 ستارليفتر وتستطيع التحليق حتى 11,000 كم وأقصى ارتفاع تبلغه 14 كيلومتر. بدأت العمل في عام 1974 وخرجت من الخدمة في عام 1995.
نجح هذا المرصد في تحقيق العديد من الاكتشافات الهامة، بما في ذلك حلقات أورانوس وإثبات الدليل على وجود غلاف جوي لبلوتو.